# Исао Такахата
Исао Такахата (јап. 高畑 勲; 29. октобар 1935 — 5. април 2018) био је јапански филмски редитељ, продуцент и сценариста. Он и Хајао Мијазаки основали су Studio Ghibli 1985. године. Међу најпознатијим његовим филмовима су Гробље свитаца и Тек јуче.